# Exterior gateway protocol
Pour EGP (Exterior Gateway Protocol), terme spécifique désignant le protocole de routage externe obsolète utilisé sur Internet avant l'avènement de BGP, voir Exterior Gateway Protocol.
Pour les articles homonymes, voir EGP.
 (septembre 2020).
EGP est l'acronyme utilisé pour désigner, de façon générale, les protocoles de routage externe, c'est-à-dire entre deux systèmes autonomes différents, par opposition aux protocoles de routage interne (Interior gateway protocol - IGP).

## Exemples de protocoles EGP
- ISO InterDomain Routing Protocol (pl) (IDRP)[1], un EGP conçu pour les réseaux utilisant le protocole OSI CLNS
- Sur Internet[2]:
  - Gateway-to-Gateway Protocol (en) (GGP)[3], protocole obsolète du début des années 1980
  - Exterior Gateway Protocol (EGP), dont le nom dérive du concept[4] lui-même (il a succédé au protocole GGP)
  - Border Gateway Protocol (BGP), qui est aujourd'hui le seul EGP utilisé (il a succédé au protocole EGP)